# Cinémathèque yougoslave
La cinémathèque yougoslave (en serbe cyrillique Југословенска кинотека et en serbe translittéré Jugoslovenska kinoteka) ou les Archives nationales audiovisuelles de Serbie (Државни аудиовизуелни архив Србије) est une institution culturelle située à Belgrade, la capitale de la Serbie. Elles ont été créées en 1949. Le Musée des Archives du film yougoslave a été créé en 1952. En 2020, le directeur de la cinémathèque est le critique de cinéma et chroniqueur cinématographique Jugoslav Pantelić ; Aleksandar Erdeljanović est le directeur des archives de la cinémathèque et Marjan Vujović est le directeur du musée de la cinémathèque.
En plus du musée, la cinématique, c'est-à-dire les archives du film yougoslave proprement dites, possèdent également une bibliothèque et un hall d'exposition.

## Localisation
Ces activités sont réparties dans trois sites : l'administration et la bibliothèque sont situées 1 rue Uzun Mirkova, dans le centre-ville de Belgrade et dans la municipalité de Stari grad (quartier du Studentski trg), et le musée de la cinémathèque se trouve 11 rue Kosovska, également dans la municipalité de Stari grad. Les archives de la cinémathèque yougoslave sont installées 88 rue Kneza Višeslava, dans la municipalité de Čukarica et dans le quartier de Košutnjak, à la même adresse que la société de production cinématographique Avala film et ses studios de tournage ; cette société a produit plus de 400 documentaires et 200 films yougoslaves et 120 films en coproduction ; l'ensemble se trouve ainsi au centre du sous-quartier connu sous le nom de Filmski Grad (« la ville du film »).

## Historique
Grâce au soutien du gouvernement serbe et à l'aide internationale, notamment celle de la France, les Archives ont été modernisées. Un nouveau bâtiment de 700 m2 sur deux niveaux a été construit avec des voûtes climatisées obéissant aux critères les plus exigeants en matière de conservation ; il a été inauguré en 2007.

## Fonds et activités
Le plus ancien film conservé concernant la Serbie est un documentaire sur le couronnement du roi Pierre Ier qui a eu lieu à Belgrade en 1904.